# عبدالرحیم محمد
عبدالرحیم محمد (انگلیسی: Abduraheem Mohammed؛ زادهٔ ۱۲ ژوئن ۱۹۹۴) بازیکن فوتبال اهل امارات متحده عربی است.